# Dendropsophus haddadi
Dendropsophus haddadi es una especie de anfibios de la familia Hylidae. Es endémica de Brasil.
Sus hábitats naturales incluyen bosques tropicales o subtropicales secos y a baja altitud, zonas de arbustos, marismas de agua dulce, corrientes intermitentes de agua, tierra arable, jardines rurales, áreas urbanas, zonas previamente boscosas ahora muy degradadas y estanques.